# Lucius Opimius
Lucius Opimius war im Jahr 121 v. Chr. zusammen mit Quintus Fabius Maximus Allobrogicus römischer Konsul.
Als praetor urbanus im Jahr 125 v. Chr. schlug er den Aufstand der Stadt Fregellae nieder. Als Konsul nahm er, während Fabius auf einem Feldzug in Gallien war, an dem wohl entscheidenden Ereignis der römischen Geschichte zu dieser Zeit teil.
Als Gaius Gracchus und Marcus Fulvius Flaccus bei der Wiederwahl gegen Opimius und Fabius unterlagen, organisierte Gracchus eine Massendemonstration auf dem Aventin. Aufgeschreckt durch diese Aktion antwortete der Senat mit einem senatus consultum ultimum, einem Notstandsbeschluss, der Opimius alle erforderlichen Mittel, einschließlich Gewalt, zur Verfügung stellte, um die Aktivitäten zu unterdrücken. Opimius brachte eine bewaffnete Gruppe von Senatoren und deren Anhängern zusammen und stellte sich Gracchus und seinen Anhängern. Es kam zu einer Straßenschlacht innerhalb Roms. Gracchus, Flaccus und viele ihrer Unterstützer wurden in diesem Konflikt getötet. Nachdem die Opposition aus den Straßen vertrieben war, richtete Opimius eine quaestio, ein Tribunal, ein, die 3000 Menschen wegen Unterstützung des Gracchus zum Tode verurteilte. Im Anschluss ließ er 121 v. Chr. den Concordiatempel neu errichten und in dessen Nachbarschaft eine Basilika erbauen, die seinen Namen trug.
Opimius wurde wegen dieser Gewalttat 120 v. Chr. angeklagt, aber Gaius Papirius Carbo erreichte seinen Freispruch. Opimius’ Sieg etablierte das senatus consultum ultimum in der römischen Verfassung. So berief sich z. B.  Cicero in seinem Kampf gegen die Verschwörung Catilinas im Jahre 63. v. Chr. auf Opimius und das SCU.
116 v. Chr. saß Opimius einer Kommission vor, die Numidien zwischen Jugurtha und seinem Bruder Adherbal aufteilte. Die Mitglieder der Kommission wurden später unter dem Verdacht, Bestechungsgelder von Jugurtha angenommen zu haben, einer Ermittlung unterzogen. Opimius wurde ins Exil gezwungen, wo er später starb.

## Trivia
Im Konsulatsjahr des Opimius wurde ein hervorragender Wein (Opimianer) hervorgebracht, der später in der Antike als einer der besten galt.